# Tratado entre a França e a Espanha sobre o Marrocos

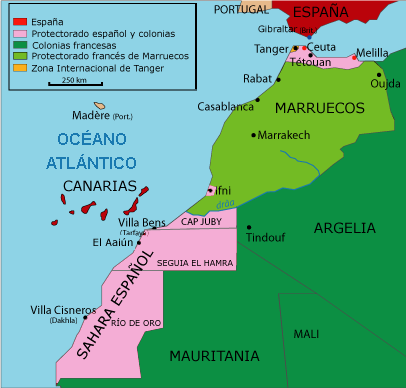
Mapa das possessões espanholas e francesas no Norte de África na primeira metade do século XX.

O Tratado entre a França e a Espanha sobre o Marrocos foi assinado em 27 de novembro de 1912 pelos chefes de Estado francês e espanhol, estabelecendo uma zona de influência espanhola de jure no norte e no sul de Marrocos; com as duas zonas estando de facto sob controle espanhol,  enquanto que a França ainda seria considerada como a potência protetora, uma vez que foi a única força de ocupação a assinar o Tratado de Fez.
A parte norte tornou-se o Protetorado Espanhol do Marrocos, com sua capital em Tetuão, enquanto a parte sul foi governada a partir de El Aaiún como uma zona de segurança entre a colônia espanhola de Rio de Oro e o Marrocos.